# 贝纳克和卡兹纳克
贝纳克和卡兹纳克（法語：Beynac-et-Cazenac，法語發音：[bɛnak e kaznak]）是法国多尔多涅省的一个市镇，属于萨拉拉卡内达区。

## 地理
贝纳克和卡兹纳克（44°50'24"N, 1°8'38"E）面积12.74 平方千米，位于法国新阿基坦大区多爾多涅省，该省份为法国西南部内陆省份，是法國本土面积第三大的省，大致对应佩里戈尔地区，北起顺时针与夏朗德省、上维埃纳省、科雷兹省、洛特省、洛特-加龙省、吉倫特省和滨海夏朗德省接壤。
与贝纳克和卡兹纳克接壤的市镇（或旧市镇、城区）包括：圣安德烈达拉斯、圣樊尚德科斯、卡斯泰尔诺-拉沙佩勒、韦扎克。
贝纳克和卡兹纳克的时区为UTC+01:00、UTC+02:00（夏令时）。

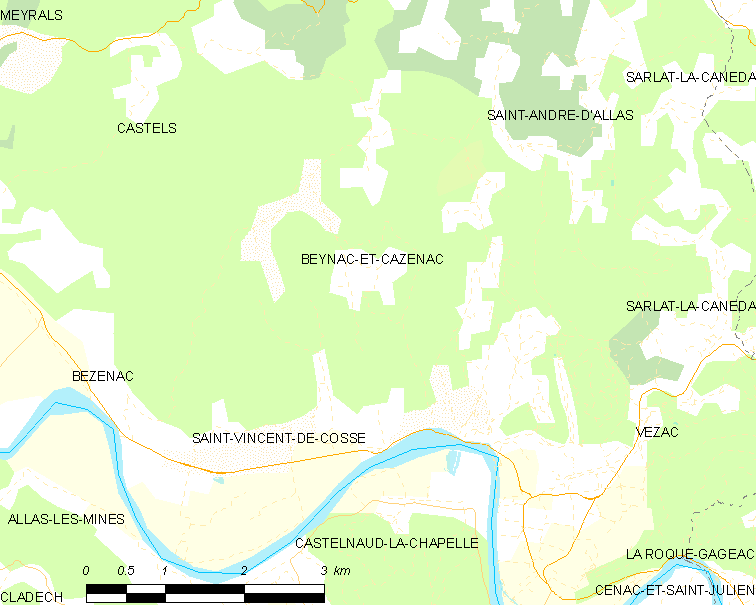
贝纳克和卡兹纳克的OSM定位图

## 行政
贝纳克和卡兹纳克的邮政编码为24220，INSEE市镇编码为24040。

## 政治
贝纳克和卡兹纳克所属的省级选区为萨拉拉卡内达县。

## 人口

1962-2008年间贝纳克和卡兹纳克人口变化图示

贝纳克和卡兹纳克于2022年1月1日时的人口数量为447人。